# Ixora violacea
Ixora violacea är en måreväxtart som beskrevs av João de Loureiro. Ixora violacea ingår i släktet Ixora och familjen måreväxter. Inga underarter finns listade i Catalogue of Life.